# 위즈돔
위즈돔(wisdome)은 대한민국의 주식회사 라이프브릿지그룹이 운영하는 커뮤니티 웹사이트 였으며, 2012년에 설립되어 온오프라인을 연계한 사람책 서비스(사람의 인생을 실제 열람할 수 있게 도와주는 서비스)를 제공하였다. 현재는 폐업하여 운영이 중단되었다

## 연혁
- 2012년 3월: 위즈돔 베타서비스 오픈[2]
- 2013년 12월: '사람도서관' 서비스 론칭[2]
- 2013년 10월: 청소년 진로 교육 프로그램 '마이스쿨' 서비스 론칭[3]
- 2014년 3월: '월간 휴먼라이브러리' 론칭[2]
- 2014년 5월: '페이지' 서비스 론칭[2]
- 2014년 10월: '위즈돔 대전사람도서관' '위즈돔 부산사람도서관' 베타버전 오픈[4]
- 2014년 11월: '위즈돔 대구사람도서관' 베타버전 오픈[2]
- 2015년 10월: '위즈돔 제주사람도서관' 베타버전 오픈[5]
- 2016년 3월: 위즈돔 정식 버전 오픈[2]
- 2018년 1월: 서비스종료

## 위즈돔 서비스
- 라이브러리: 3,651명의 사람책 도서관 보유
- 마이스쿨: 사람책과 함께 학교를 찾아가는 서비스
- 툴킷: 사람책이 되어보는 툴킷 제작 판매 및 워크숍 실시

## 운영자
위즈돔은 주식회사 라이프브릿지그룹에 의해 운영되고 있다. 라이프브릿지그룹은 한상엽이 2012년에 창립하였으며, 본사는 서울특별시 성동구에 위치하고 있다. 2013년 5월 서울시 지정 공유기업으로 선정되었고, 2014년 10월 김종석 신임 대표이사가 선임되었다.

### 수상
- 2014년 1월: 2013년을 빛낸 100대 스타트업 선정 (주최: 데모데이)
- 2014년 12월: LG SOCIAL FUND 최고상 수상 (주최: LG전자, LG화학)
- 2013년 5월: 서울시 지정 공유기업 선정 - 경험공유분야
- 2012년 6월: 제6회 세상 사회적기업 콘테스트 최고상 수상(2등상, 주최: SK행복나눔재단)